# 李娟 (排球运动员)
李娟（1981年5月15日—）是中國天津人，中國女排主力主攻。

## 個人介紹
李娟在2004年奧運會後，入選國家隊，並逐漸站穩主力的位置。

## 個人特點
基本功扎实，发挥稳定，能攻擅守，是一名技术全面的主攻手。

## 主要经历
02/03赛季全国女排联赛冠军

2003年全国女排锦标赛冠军

03/04赛季全国女排联赛冠军

2004年全国女排锦标赛冠军

2004年全国女排大奖赛总冠军

04/05赛季全国女排联赛冠军

2005年十运会女排冠军

2005年女排大冠军杯赛季军

05/06赛季全国女排联赛亚军

2006年瑞士女排精英赛亚军

2006年世界女排大奖赛总决赛第五名

2006年世界女排锦标赛第五名

2006年多哈亚运会冠军

06/07赛季全国女排联赛冠军

2007年瑞士女排精英赛冠军

2007俄罗斯总统杯冠军

2007年世界女排大奖赛总决赛亚军

2007亚锦赛亚军

07/08赛季全国女排联赛冠军

2008年瑞士女排精英赛亚军

2008年世界女排大奖赛总决赛第五名

2008年北京奧运会銅牌

08/09赛季全国女排联赛冠军

2009年瑞士女排精英赛季军

2009年意大利四国赛季军

2009年世界女排大奖赛总决赛第五名

2009年女排亚锦赛亚军

2009年十一运会女排冠军

09/10赛季全国女排联赛冠军

2009年东亚运动会冠军

2010年瑞士女排精英赛冠军

2010年世界女排大奖赛总决赛第四名

2010年亚洲杯冠军

2010年世界女排锦标赛第十名

2010年广州亚运会冠军